# Sauris commoni
Sauris commoni là một loài bướm đêm trong họ Geometridae.